# Чемпіонат УРСР з легкої атлетики 1984
Чемпіонат УРСР з легкої атлетики 1984 був проведений у Києві на Республіканському стадіоні. 10-12 серпня були проведені змагання серед чоловіків, а 14-15 серпня — серед жінок.
Республіканські чемпіонати з інших дисциплін легкої атлетики були проведені окремо.

## Призери основного чемпіонату

### Чоловіки
| Дисципліни                | Золото                               | Золото  | Срібло                                    | Срібло  | Бронза                                   | Бронза  |
| ------------------------- | ------------------------------------ | ------- | ----------------------------------------- | ------- | ---------------------------------------- | ------- |
| 100 метрів                | Олександр Надуда Харківська обл.     | 10,2    | Олександр Пуговкін Ворошиловградська обл. | 10,3    | Володимир Шевченко Київ                  | 10,3    |
| 200 метрів                | Олександр Надуда Харківська обл.     | 21,0    | Валерій Бодров Харківська обл.            | 21,2    | Володимир Шевченко Київ                  | 21,5    |
| 400 метрів                | Павло Рощин Одеська обл.             | 46,3    | Валерій Бойчук Дніпропетровська обл.      | 46,3    | Анатолій Мельников Одеська обл.          | 46,7    |
| 800 метрів                | Володимир Самоленко Запорізька обл.  | 1.46,7  | Сергій Артеменко Запорізька обл.          | 1.47,7  | Сергій Горшков Кримська обл.             | 1.48,5  |
| 1500 метрів               | Володимир Самоленко Запорізька обл.  | 3.40,1  | Анатолій Легеда Чернігівська обл.         | 3.42,9  | Валерій Гоголєв Харківська обл.          | 3.43,1  |
| 5000 метрів               | Володимир Шестеров Харківська обл.   | 13.49,1 | Віталій Тищенко Київ                      | 13.49,4 | Валерій Соловей Київ                     | 13.51,9 |
| 10000 метрів              | Валерій Соловей Київ                 | 29.13,0 | Микола Ніколаєнко Дніпропетровська обл.   | 29.24,6 | Віктор Недибалюк Київська обл.           | 29.37,3 |
| 110 метрів з бар'єрами    | Володимир Заїка Київ                 | 13,6    | Сергій Красовський Донецька обл.          | 13,6    | Олександр Кузьменко Київ                 | 13,7    |
| 400 метрів з бар'єрами    | Сергій Мельников Донецька обл.       | 50,0    | Сергій Дєдухов Київ                       | 50,1    | Дмитро Мацулевич Київ                    | 51,3    |
| 3000 метрів з перешкодами | Олександр Загоруйко Вінницька обл.   | 8.38,2  | Олександр Болото Ворошиловградська обл.   | 8.38,2  | Володимир Ярошенко Кримська обл.         | 8.40,8  |
| 4×100 метрів              | Харківська обл.                      | 40,2    | Київ-1                                    | 40,8    | Ворошиловградська обл.                   | 41,0    |
| 4×400 метрів              | Одеська обл.                         | 3.11,0  | Київ-1                                    | 3.11,9  | Дніпропетровська обл.                    | 3.12,9  |
| Ходьба 20 кілометрів      | Микола Удовенко Київ                 | 1:32.10 | Сергій Пасько Київська обл.               | 1:32.25 | Володимир Стикулін Закарпатська обл.     | 1:33.02 |
| Стрибки у висоту          | Олександр Котович Київська обл.      | 2,25    | Євген Нікітін Харківська обл.             | 2,20    | Юрій Шевченко Київ                       | 2,20    |
| Стрибки з жердиною        | Віктор Спасов Київ                   | 5,60    | Василь Бубка Донецька обл.                | 5,50    | Олександр Черняєв Київська обл.          | 5,50    |
| Стрибки в довжину         | Вадим Кобилянський Харківська обл.   | 7,97    | Олег Семираз Тернопільська обл.           | 7,96    | Володимир Сидоров Ворошиловградська обл. | 7,79    |
| Потрійний стрибок         | Олександр Орлов Львівська обл.       | 16,80   | Олександр Лисичонок Київ                  | 16,78   | Станіслав Зубар Харківська обл.          | 16,33   |
| Штовхання ядра            | Сергій Соломко Донецька обл.         | 21,22   | Володимир Кисельов Полтавська обл.        | 20,76   | Віктор Степанський Рівненська обл.       | 20,05   |
| Метання диска             | Володимир Зінченко Запорізька обл.   | 60,38   | Микола Востриков Ворошиловградська обл.   | 60,26   | Борис Приймак Хмельницька обл.           | 57,50   |
| Метання молота            | Ігор Григораш Івано-Франківська обл. | 77,24   | Анатолій Литвиненко Київська обл.         | 76,10   | Валерій Решетников Дніпропетровська обл. | 74,50   |
| Метання списа             | Володимир Фурдило Волинська обл.     | 79,96   | Василь Єршов Запорізька обл.              | 79,26   | Володимир Гаврилюк Донецька обл.         | 78,50   |
| Десятиборство             | Михайло Романюк Львівська обл.       | 8311    | Володимир Романов Одеська обл.            | 7930    | Михайло Медведь Київ                     | 7731    |

### Жінки
| Дисципліна             | Золото                                    | Золото | Срібло                          | Срібло | Бронза                                                                                       | Бронза |
| ---------------------- | ----------------------------------------- | ------ | ------------------------------- | ------ | -------------------------------------------------------------------------------------------- | ------ |
| 100 метрів             | Антоніна Настобурко Дніпропетровська обл. | 10,9   | Лариса Сивоконь Харківська обл. | 11,2   | Людмила Оринянська Київська обл.                                                             | 11,4   |
| 200 метрів             | Антоніна Настобурко Дніпропетровська обл. | 23,4   | Олена Тюріна Харківська обл.    | 23,8   | Тетяна Оксимець Харківська обл.                                                              | 24,1   |
| 400 метрів             | Людмила Гаман Київська обл.               | 53,3   | Ірина Петраш Закарпатська обл.  | 53,7   | Валентина Чайка Запорізька обл.                                                              | 53,8   |
| 800 метрів             | Тетяна Хамітова Запорізька обл.           | 2.03,2 | Тетяна Веретьєва Донецька обл.  | 2.03,3 | Ніна Васильків Львівська обл.                                                                | 2.03,4 |
| 1500 метрів            | Тетяна Хамітова Запорізька обл.           | 4.08,1 | Любов Смолка Київ               | 4.08,3 | Ніна Васильків Львівська обл.                                                                | 4.09,0 |
| 3000 метрів            | Любов Смолка Київ                         |        | Ганна Домарадська Київ          |        |                                                                                              |        |
| 100 метрів з бар'єрами | Наталія Григор'єва Харківська обл.        | 12,7   | Олена Кудінова Харківська обл.  | 12,8   | Наталія Бордюгова Київ                                                                       | 12,8   |
| 400 метрів з бар'єрами | Галина Говдун Дніпропетровська обл.       | 59,1   | Лідія Ганжа Львівська обл.      | 59,4   | Олена Бушуєва Одеська обл.                                                                   | 59,6   |
| 4×100 метрів           | Харківська обл.                           | 44,9   | Дніпропетровська обл.           | 46,4   | Донецька обл.                                                                                | 46,8   |
| Стрибки у висоту       | Наталія Кравчинська Київська обл.         | 1,85   | Марина Дегтяр Київська обл.     | 1,85   | Ніна Сербіна Київська обл.Світлана Одинцова КиївЛюдмила Сачава Київська обл.Тамара Шило Київ | 1,80   |
| Стрибки в довжину      | Лариса Бережна Київ                       | 6,57   | Олена Яцук Донецька обл.        | 6,50   | Олена Першина Харківська обл.                                                                | 6,43   |
| Штовхання ядра         | Людмила Воєвудська Дніпропетровська обл.  | 20,03  | Олена Козлова Київ              | 19,94  | Тетяна Щербонос Ворошиловградська обл.                                                       | 19,65  |
| Метання диска          | Світлана Мотузенко Київська обл.          | 59,64  | Надія Житкова Львівська обл.    | 58,02  | Тетяна Каптюх Запорізька обл.                                                                | 55,94  |
| Метання списа          | Наталія Гнутова Київська обл.             | 55,12  | Ірина Гумовська Львівська обл.  | 54,60  | Валентина Шаповалова Харківська обл.                                                         | 52,06  |

## Інші чемпіонати
- Зимовий чемпіонат УРСР з метань був проведений 28-29 січня в Ялті.
- Чемпіонат УРСР з кросу не проводився[джерело?].
- Чемпіонат УРСР з марафонського бігу був проведений 7 жовтня в Ужгороді.

### Чоловіки
| Дисципліни               | Золото                     | Золото  | Срібло | Срібло | Бронза | Бронза |
| ------------------------ | -------------------------- | ------- | ------ | ------ | ------ | ------ |
| Метання диска (зимовий)  |                            |         |        |        |        |        |
| Метання молота (зимовий) |                            |         |        |        |        |        |
| Метання списа (зимовий)  |                            |         |        |        |        |        |
| Марафон                  | Сергій Розум Київська обл. | 2:19.57 |        |        |        |        |

### Жінки
| Дисципліни              | Золото | Золото | Срібло                         | Срібло | Бронза                         | Бронза |
| ----------------------- | ------ | ------ | ------------------------------ | ------ | ------------------------------ | ------ |
| Метання диска (зимовий) |        |        |                                |        |                                |        |
| Метання списа (зимовий) |        |        |                                |        |                                |        |
| Марафон                 |        |        | Тетяна Вострикова Сумська обл. |        | Ольга Кришня Миколаївська обл. |        |